# Hernando de Alarcón (esploratore)
Hernando de Alarcón (Trujillo, 1500 – 1541) è stato un esploratore spagnolo, conosciuto per la sua spedizione nella penisola della Bassa California e per essere stato il primo europeo a risalire il fiume Colorado.

## Biografia
Nel 1539 il viceré spagnolo Antonio de Mendoza incaricò Marcos de Niza di esplorare la zona settentrionale del Messico. Al ritorno dalla spedizione, Niza affermò che più a nord vi erano sette città d'oro appartenenti al regno di Cibola.
Una volta ricevuta la notizia, il viceré diede subito disposizioni per organizzare una vasta spedizione militare: Francisco Vázquez de Coronado venne incaricato di guidare una spedizione via terra composta da circa 350 soldati spagnoli e qualche centinaio di nativi americani, mentre a Hernando de Alarcón venne fatta la richiesta di inviare una squadra navale.
Alarcón salpò da Acapulco il 9 maggio 1540 in direzione del Golfo della California. Il 26 agosto imboccò il fiume Colorado, nominandolo río de Nuestra Señora del Buen Guía. Secondo i piani, attese l'arrivo di Coronado ma non ricevendone notizie, prese a risalire il fiume sino alla confluenza con il fiume Gila. Qui sotterrò delle lettere sotto un punto marcato con una croce con l'intento di mettersi in contatto con Coronado. I due non riuscirono mai ad incontrarsi ma le lettere furono poi scovate da Melchor Díaz, incaricato di cercare lo stesso Alarcón. Alcuni storici citano il fatto che, prima di fare ritorno, Alarcón si sia spinto ancora più a nord e che probabilmente abbia anticipato Juan Rodríguez Cabrillo nella scoperta della California.
Francisco de Ulloa aveva già scoperto la foce del fiume Colorado nel settembre del 1539 ma non lo aveva risalito così come aveva fatto Alarcón che viene pertanto ricordato come il primo europeo ad effettuare tale impresa.
Morì durante il ritorno da questa spedizione nel 1541.